# Come on Pilgrim
Come on Pilgrim è il primo EP del gruppo statunitense dei Pixies, pubblicato nel 1987 dalla 4AD.

## Descrizione
L'EP è composto da otto pezzi, scelti dal loro demo, The Purple Tape, di diciassette pezzi registrato nel marzo del 1987, prima che il gruppo firmasse il contratto discografico con la 4AD. Subito dopo la firma del contratto, la 4AD fece il remix delle otto tracce presenti sull'EP, e pubblicò il disco. Le rimanenti nove canzoni si possono ascoltare nell'album del 2002 Pixies (identificato anche come The Purple Tape).
L'EP mostra la varietà di stili del gruppo. Troviamo per esempio, due pezzi cantati parzialmente in spagnolo (Vamos e Isla de Encanta). Due pezzi invece parlano di incesto (Nimrod's Son e The Holiday Song). I've Been Tired si riferisce metaforicamente al connubio tra sesso e rock and roll. Quattro pezzi hanno riferimenti religiosi o ne utilizzano il linguaggio (Caribou, Nimrod's Son, The Holiday Song e Levitate Me). Una versione differente di Vamos apparirà anche nel successivo album Surfer Rosa e come b-side del singolo Gigantic.

## Tracce
Testi e musiche di Black Francis.
1. Caribou – 3:14
2. Vamos – 2:53
3. Isla de Encanta – 1:41
4. Ed Is Dead – 2:30
5. The Holiday Song – 2:14
6. Nimrod's Son – 2:17
7. I've Been Tired – 3:00
8. Levitate Me – 2:37

## Formazione
- Black Francis - voce, chitarra
- Joey Santiago - chitarra
- Mrs. John Murphy - basso, voce
- David Lovering - batteria